# سام کرکوران
سام کرکوران (انگلیسی: Sam Corcoran؛ زادهٔ ۵ فوریهٔ ۱۹۹۱) بازیکن فوتبال اهل بریتانیا است.
از باشگاه‌هایی که در آن بازی کرده‌است می‌توان به باشگاه فوتبال ویلدستون، باشگاه فوتبال کولچستر یونایتد، باشگاه فوتبال لوستوفت، باشگاه فوتبال چلمزفورد سیتی، باشگاه فوتبال هیز و یدینگ یونایتد، و باشگاه فوتبال سنت آلبنز سیتی اشاره کرد.